# Woskodawy
Woskodawy (ukr. Воскодави) – wieś na Ukrainie w rejonie hoszczańskim obwodu rówieńskiego.

## Historia i zabytki
Majątek Woskodawy w czasie rosyjskiego zaboru ziem wschodnich należał do polskiej rodziny szlacheckiej Jełowickich. Pierwszym właścicielem majątku z tej rodziny był Edward Jełowicki - pułkownik Wojsk Polskich. Około 1890 roku majątek stanowił własność Anastazji Dzieduszyckiej z domu Jełowickiej, która przekazała go spadku swojemu bratu - Adolfowi Jełowickiemu.
W I ćwierci XIX wieku w Woskodawach Edward Jełowiecki wybudował pałac. Rezydencja została odrestaurowana i przebudowana przez jego syna - Adolfa, pod koniec XIX wieku w stylu późnoklasycznym. Pałac ten istniał jeszcze w okresie międzywojennym.

## Ludzie urodzeni w Woskodawach
- Anastazja Dzieduszycka – polska nauczycielka, autorka książek o wychowaniu dzieci,
- Adolf Jełowicki – polski przedstawiciel nauk rolniczych, doktor filozofii na Uniwersytecie w Heidelbergu, wiceprezes Wileńskiego Towarzystwa Rolniczego.